# 梅罗贝尔
梅罗贝尔（法語：Mérobert，法語發音：[meʁɔbɛʁ] ⓘ）是法国法兰西岛大区埃松省的一个市镇，位于该省西南部，属于埃唐普区。

## 地理
梅罗贝尔（48°24'57"N, 2°0'26"E）面积10.71 平方千米，位于法国法蘭西島大區埃松省，该省份为法国北部内陆省份，北起上塞纳省和马恩河谷省，西接厄尔-卢瓦省和伊夫林省，南至卢瓦雷省，东临塞纳-马恩省。
与梅罗贝尔接壤的市镇（或旧市镇、城区）包括：普莱西圣伯努瓦、孔热维尔-蒂永维尔、瓦松维尔、沙洛圣马尔、圣埃斯科比耶。

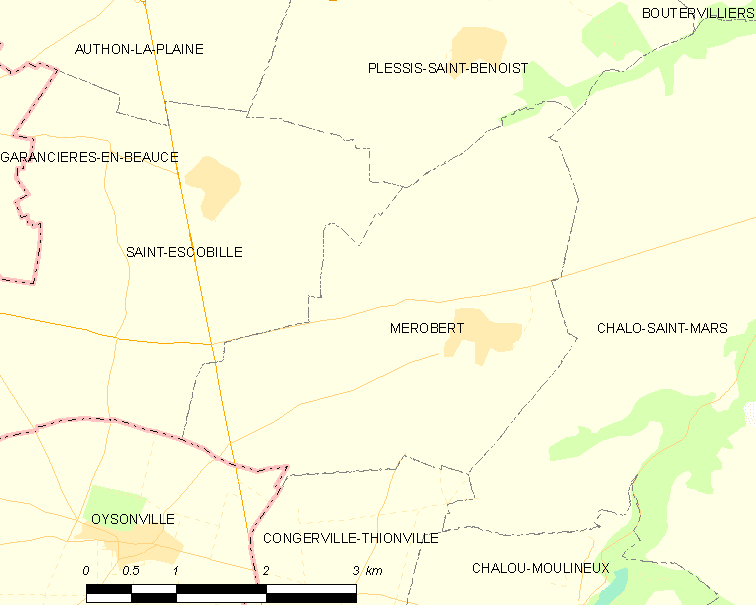
梅罗贝尔的OSM定位图

梅罗贝尔的时区为UTC+01:00、UTC+02:00（夏令时）。

## 行政
梅罗贝尔的邮政编码为91780，INSEE市镇编码为91393。

## 政治
梅罗贝尔所属的省级选区为埃唐普县。

## 人口

1962-2008年间梅罗贝尔人口变化图示

梅罗贝尔于2022年1月1日时的人口数量为635人。